# 王錄勳

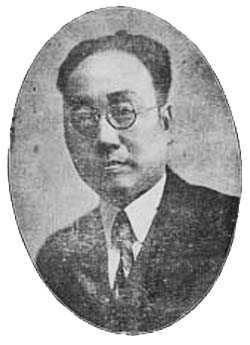

王錄勳（1885年—1963年）字猷辰，山西临汾人，中国水利学家。

## 生平
- 光緒三十二年六月，學部複試晉省西學專齋第二期畢業學生，列中等，准作舉人[2]。1907年公派赴英国伦敦皇家大学工程科留学，先后获学士、博士学位。1912年9月起，历任山西大学物理学教授、工科学长。1918年8月，出任山西大学校长，任至1937年11月。[1]

在任山西大学校长期间，王錄勳开办了文科英文学门、法科政治学门、工科电气学门。1931年7月，依照部颁大学组织法，该大学由山西大学校改称山西大学，文科改称文学院，法科改称法学院，工科改称工学院，各学门、学类均改称学系，各学系设系主任1人。1934年7月，依照部令以及山西省政府决议，山西省立法学院并入山西大学法学院，山西省立教育学院并入山西大学且保持教育学院的名义。1935年7月，山西大学增设理学院，成为拥有文学院、法学院、工学院、教育学院、理学院共五个学院的综合性大学。
1927年到1930年，王錄勳兼任南京国民政府交通部参事，山西督军公署秘书，山西知事考试委员长，山西省政府委员，山西省建设厅厅长，山西省公路局总工程师等职。
抗日战争期间，王錄勳在日本统治区居住，1939年，任日本统治下的山西省经济建设委员会名誉委员长，1944年任北京土木工程专科学校校务长。
1963年，王錄勳逝世。

## 著作
- 《山西省汾河水域的勘测及水利资源》[1]